# Bjelančevine
Bjelančevine ili proteini su, uz vodu, najvažnije tvari u tijelu. Najvažniji su čimbenik u rastu i razvoju svih tjelesnih tkiva. Glavni su izvor tvari za izgradnju mišića, krvi, kože, kose, noktiju i unutarnjih organa, uključujući srce i mozak. Sastavni su dijelovi svake stanice, što ih čini osnovom života na Zemlji. Izgrađene su od aminokiselina koje su međusobno povezane peptidnom vezom.

## Građa bjelančevina
Bjelančevine su kemijske tvari koje upravljaju svim životnim procesima stanice. No, one se ne mogu same umnožavati. Izgrađene su od dvadeset različitih aminokiselina, međusobno povezanih poput karika u lancu. Redoslijed i broj tih karika određuje specifične osobine svake bjelančevine. U biosferi je broj različitih molekula bjelančevina neograničen. No, u jednoj stanici neke vrste ih može biti oko tisuću. Određena smjesa različitih molekula bjelančevina upravlja svim biološkim funkcijama određene stanice i specifična je za određenu vrstu živog organizma (npr. za amarilis, krumpir, vjevericu, purana, medvjeda...). Promjenom redoslijeda samo jedne karike u lancu, nastat će nova bjelančevina, potpuno novih osobina. Dakle, za protein neke specifične funkcije u stanici, osnovno je odabrati redoslijed karika (aminokiselina) u lancu bjelančevina. Tu zadaću ima DNK. Sama funkcija proteina najviše je određena njegovom 3D strukturom, koja se oblikuje odnosno smotava (engl: protein folding) na spontan način jednom kada je polipeptidni lanac definiran, termodinamičkim procesom minimizacije slobodne energije. 
Aminokiseline u bjelančevinama mogu biti dvovrsne:
- esencijalne aminokiseline, koje se ne mogu samostalno obnavljati u organizmu pa ih moramo uzimati u ishrani.

- neesencijalne aminokiseline, koje se organizam može stvoriti ili iz ugljikohidrata, ili iz esencijalnih aminokiselina.

Ribosomi su "tvornice bjelančevina". U njima se povezuju karike (aminokiseline) u polipeptidni lanac molekule bjelančevine. Tako nastala bjelančevina preuzima namijenjenu joj zadaću izgradnje određenih struktura, katalizatora određenih metaboličkih procesa ili proizvođača mehanokemijske energije potrebne, recimo, za pokretanje krila leptira.

## Funkcija bjelančevina
Bjelančevine, ovisno o svojoj građi, izvode čitav niz različitih aktivnosti unutar organizma. Prva i osnovna zadaća bjelančevina je proces rasta i razvoja. Za bilo koji dio našeg tijela koji prolazi kroz proces rasta ili regeneracije, stvaraju se nove tjelesne stanice koje trebaju bjelančevine za svoju izgradnju i uspostavljanje odgovarajuće funkcije. Ovisno o dobi i spolu, potrebe za bjelančevinama se znatno razlikuju.
Druga velika zadaća bjelančevina je nadomještanje oštećenih i odumrlih stanica. Stanice koje obično trebaju nadomjestak jesu, između ostalih, stanice krvi, bubrega, jetre, mišića, te stanice kose, noktiju, zubi i kostiju.
Također, one su potrebne tijelu kako bi moglo stvoriti čitav niz enzima (molekule koje ubrzavaju biokemijske procese i zaslužne su za oblik života kakav poznajemo), hormona (molekule koje omogućavaju komunikaciju i usklađivanje biokemijskih procesa između različitih tkiva i organa) i protutijela (ona su proizvod imunološkog sustava oragnizma i odgovorna su za obranu od stranih tvari, bakterija i virusa).
Proteini grade i veliki dio molekule hemoglobina - tvari koja prenosi kisik našim tijelom i omogućava odvijanje procesa disanja u svim stanicama.

## Bjelančevine u prehrani
Proteini ili bjelančevine nalaze se u različitim vrstama prehrambenih namirnica. Može ih se naći, u većim ili manjim količinama, u gotovo svoj hrani, osim u rafiniranim šećerima i mastima. Hrana životinjskog podrijetla, poput mesa, riba, jaja (bjelanjak), mlijeka, jogurta i sira, dobar je izvor bjelančevina u kvalitativnom i kvantitativnom smislu. Biljne bjelančevine nalaze se u mahunarkama, žitaricama, grahu, leći, pšenici, riži, kukuruzu, ječmu, zobi, raži, a veću količinu bjelančevina ima soja. Osim što sadrže mnogo bjelančevina, navedene su namirnice izvor svih esencijalnih aminokiselina.

## Podjela bjelančevina

### Po složenosti
- Jednostavne bjelančevine(proteini) – sastavljene samo od aminokiselina (npr.: histoni i protamini)
- Složene bjelančevine (proteidi) – sastoje se od proteinskog (polipeptidni lanac) i neproteinskog dijela (npr. glikoprotein, nukleoprotein, kromoprotein (hemoglobin + Fe, hemocijanin + Cu), različiti enzimi)

### Po vrsti
- Strukturne bjelančevine – oblikuju kosti, mišiće, korijenje, listove,
- Hormoni – reguliraju metaboličke procese u organizmu (neki hormoni su proteini, neki steroidi)
- Antitijela (imunoglobulini) – obrambeni proteini
- Prijenosne bjelančevine – prenose druge tvari; na primjer, hemoglobin prenosi O2
- Enzimi – ubrzavaju i kataliziraju kemijske reakcije u organizmu
- Fibrilne bjelančevine – strukturne bjelančevine u animalnom tkivu, netopive u vodi; na primjer keratin (kosa), kolagen (tetive), fibroin (svila), miozin (mišići)
- Globularne bjelančevine – kompleksna struktura, topive u vodi, osjetljive na promjene temperature; na primjer enzimi, antitijela, hemoglobin, albumin

### Po funkciji
- Strukturne bjelančevine
- Regulatori
- Izvor energije

## Bolesti
- Kvašiorkor je bolest čovjeka koja nastaje zbog teškog manjka bjelančevina u hrani.

## Više informacija
- proteomika
- primarna proteinska struktura
- sekundarna proteinska struktura
- tercijarna proteinska struktura
- kvaternarna proteinska struktura
- denaturacija (biokemija)